# 雪莉宝贝
《雪莉宝贝》（英語：Sherrybaby）是一部2006年发行的美国剧情片，由劳瑞·柯里尔自编自导。2006年1月在美国圣丹斯电影节进行全球首映，同年9月8日在北美小规模放映。影片入围多个国际影展，荣获卡罗维发利电影节水晶地球仪奖最佳影片。玛吉·吉伦哈尔以本片获得卡罗维发利国际电影节和斯德哥尔摩电影节影后，并提名2007年金球奖剧情类最佳女主角。

## 演员
- 玛吉·吉伦哈尔 饰演：雪莉·斯旺森
- 布拉德·威廉姆·亨克 饰演：罗比·斯旺森
- 山姆·伯顿斯 饰演：鲍勃·斯旺森二世
- 凯特·伯顿 饰演：玛西亚·斯旺森
- 吉安卡罗·埃斯波西托 饰演：赫尔南德斯警官
- 丹尼·特乔 饰演：迪恩·沃克

## 获奖与提名
| 获奖与提名       | 获奖与提名             | 获奖与提名    | 获奖与提名 |
| 评奖名称         | 奖项                   | 获得者        | 结果       |
| ---------------- | ---------------------- | ------------- | ---------- |
| 芝加哥影评人协会 | 最佳女主角             | 玛吉·吉伦哈尔 | 提名       |
| 金球奖           | 最佳女主角-剧情类      | 玛吉·吉伦哈尔 | 提名       |
| 高谭电影奖       | 年度突破导演           | 玛吉·吉伦哈尔 | 提名       |
| 卡罗维发利电影节 | 最佳女主角             | 玛吉·吉伦哈尔 | 获奖       |
| 卡罗维发利电影节 | 水晶地球仪奖最佳剧情片 | 劳瑞·柯里尔   | 获奖       |
| 斯德哥尔摩电影节 | 最佳女主角             | 玛吉·吉伦哈尔 | 获奖       |
| 伦敦影评人奖     | 最佳女主角             | 玛吉·吉伦哈尔 | 提名       |
| Prism Award      | 最佳表演               | 玛吉·吉伦哈尔 | 获奖       |
| 金卫星奖         | 最佳女主角-剧情类      | 玛吉·吉伦哈尔 | 提名       |
| 圣丹斯电影节     | 评委会大奖             | 劳瑞·柯里尔   | 提名       |

## 相关连接
- 官方网站
- 互联网电影数据库（IMDb）上《雪莉宝贝》的资料（英文）
- Box Office Mojo上《雪莉宝贝》的資料（英文）
- 爛番茄上《雪莉宝贝》的資料（英文）
- Metacritic上《雪莉宝贝》的資料（英文）